# Ga-Segonyana
Ga-Segonyana es un municipio local sudafricano situado en el distrito de John Taolo Gaetsewe, en la provincia de Cabo Septentrional.

## Superficie
Ga-Segonyana tiene una superficie de 4495 km².

## Demografía
En 2022, tenía 117 454 habitantes, una densidad poblacional de 26,13 hab./km², y 29 379 viviendas.